# وست سنکا (حوزه سرشماری)، نیویورک
وست سنکا (به انگلیسی: West Seneca) یک منطقهٔ مسکونی در ایالات متحده آمریکا است که در شهرستان ایری، نیویورک واقع شده‌است. وست سنکا ۵۵٫۴۶ کیلومتر مربع مساحت و ۴۴٬۷۱۱ نفر جمعیت دارد و ۱۸۲ متر بالاتر از سطح دریا واقع شده‌است.